# Tillandsia disticha
Tillandsia disticha là một loài thực vật có hoa trong họ Bromeliaceae. Loài này được Kunth miêu tả khoa học đầu tiên năm 1816.